# Gumersindo Vicuña
Gumersindo Vicuña y Lazcano (La Habana, 13 de enero de 1840-Portugalete, 10 de septiembre de 1890) fue un político, matemático, ingeniero y profesor español.

## Biografía
Nacido en La Habana en el 13 de enero de 1840, se trasladó con sus abuelos a la edad de tres años a la península; comenzó su educación en Santurce y Bilbao, obteniendo posteriormente en la Universidad de Madrid el puesto de profesor y el doctorado.
Doctorado en Ciencias e Ingeniería Industrial, fue catedrático de Física matemática en la Universidad Central de Madrid, director general de agricultura y rentas estancadas. Fue elegido diputado en las Cortes de la Restauración por el distrito vizcaíno de Valmaseda en las elecciones de 1876, 1879 y 1884.
Elegido el  5 de abril de 1882 académico de número de la Real Academia de Ciencias Exactas, Físicas y Naturales, el 10 de junio de 1883 tomó posesión de la medalla 1. En 1882 fundó la publicación periódica La Semana Industrial. También colaboró en el semanario La Familia.
Falleció el 10 de septiembre de 1890 en Portugalete.

## Obras
- Teoría y cálculo de las máquinas de vapor y gas con arreglo a la termodinámica (1872)[9][7]
- Elementos de física (1874)[7]
- Tratado completo de agricultura moderna (1877)
- Introducción a la teoría matemática de la electricidad (1883)[1]